# Христос и грешница
Христос и грешница («Кто без греха?») — эпизод новозаветной истории, содержащейся в Евангелии от Иоанна.

## Евангельский рассказ

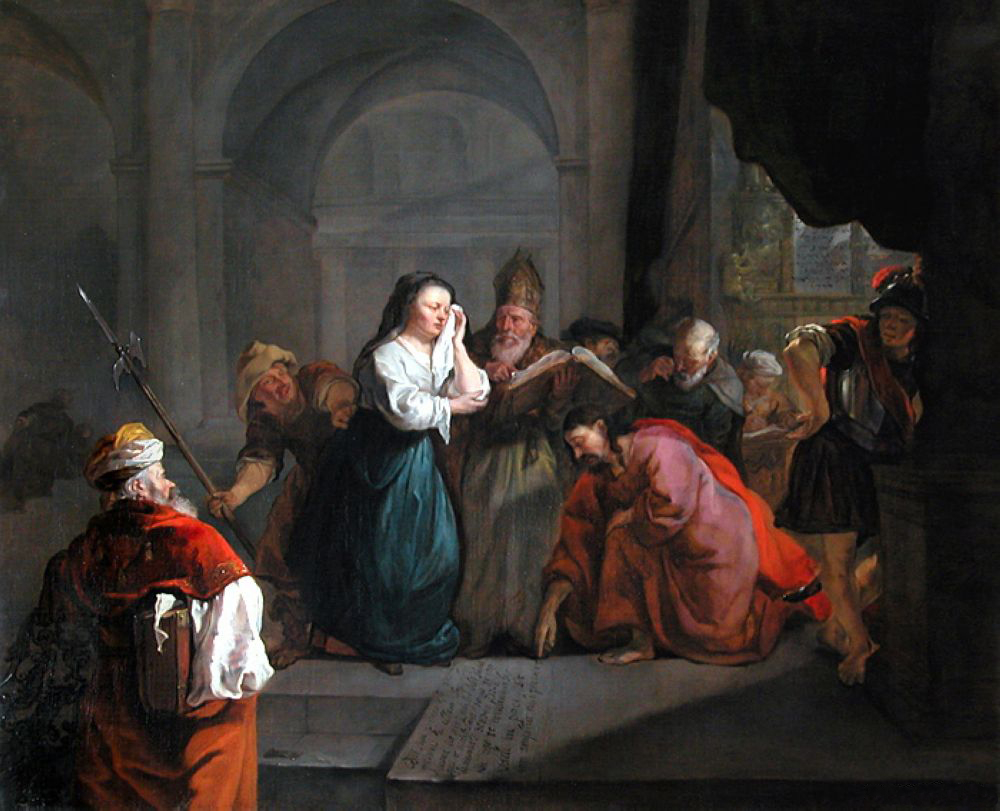
Христос и грешница (Габриель Метсю, 1653 год)

…утром опять пришел в храм, и весь народ шел к Нему. Он сел и учил их. Тут книжники и фарисеи привели к Нему женщину, взятую в прелюбодеянии, и, поставив её посреди, сказали Ему: Учитель! эта женщина взята в прелюбодеянии; а Моисей в законе заповедал нам побивать таких камнями: Ты что скажешь? Говорили же это, искушая Его, чтобы найти что-нибудь к обвинению Его. Но Иисус, наклонившись низко, писал перстом на земле, не обращая на них внимания. Когда же продолжали спрашивать Его, Он, восклонившись, сказал им: кто из вас без греха, первый брось на неё камень. И опять, наклонившись низко, писал на земле. Они же, услышав [то] и будучи обличаемы совестью, стали уходить один за другим, начиная от старших до последних; и остался один Иисус и женщина, стоящая посреди. Иисус, восклонившись и не видя никого, кроме женщины, сказал ей: женщина! где твои обвинители? никто не осудил тебя? Она отвечала: никто, Господи. Иисус сказал ей: и Я не осуждаю тебя; иди и впредь не греши.
— Ин. 8:2-11

## Споры о подлинности рассказа

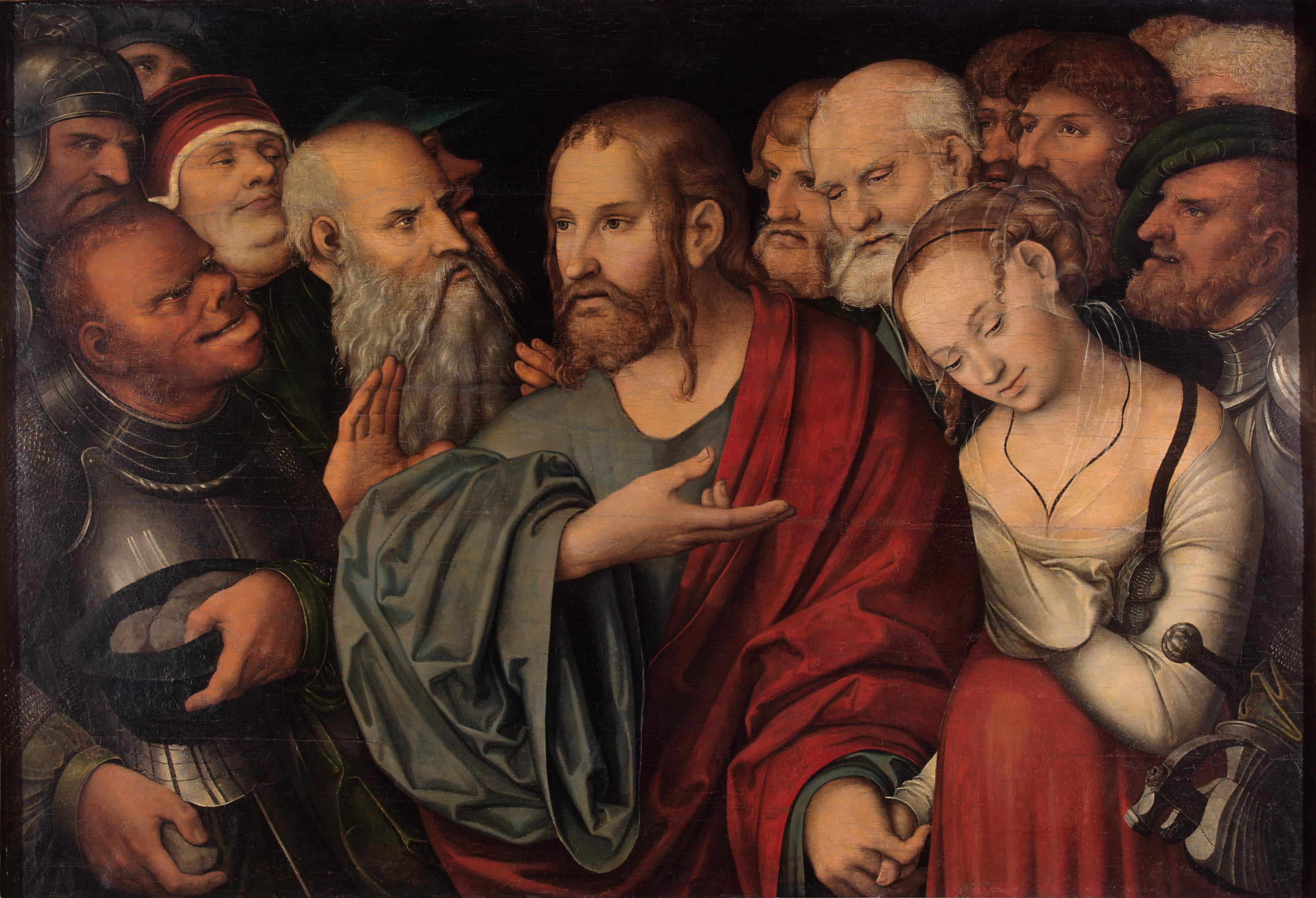
Христос и блудница
(Лукас Кранах Младший, ок. 1532 года)

История с грешницей отсутствует во многих древних списках Нового Завета: в Синайском кодексе (IV век), Ватиканском кодексе (IV век), Сирийской синайской рукописи (IV или V век), в ряде переводов она помещается только в примечаниях.
Карл Лахманн и Константин Тишендорф считают эту историю позднейшей вставкой по причине того, что стиль этого рассказа не соответствует стилю всего Евангелия от Иоанна. Этот эпизод на Востоке появляется впервые в сирийском переводе Евангелия VI века, в этот же период его начинают включать в себя греческие рукописи. Однако Августин Блаженный (354—430) в своём сочинении «Против Пелагия» пишет, что рассказ о грешнице в его время находился во многих кодексах, как латинских, так и греческих. Он пишет, что эта история была исключена некими маловерами из страха перед злоупотреблениями, к которым этот рассказ мог привести их жён. Этот эпизод св. Августин рассматривает в экзегетическом Трактате на Евангелие от Иоанна, где расположение его соответствует современному.
Кроме сообщения Августина этот рассказ был известен:
- в Апостольских постановлениях (конец IV века): «когда старцы поставили пред Ним другую некоторую согрешившую и, предоставив суд Ему, вышли, Он, сердцеведец Господь, после того, как спросил её, осудили ли её старцы, а она сказала: „нет“, — сказал ей: „итак, иди, и Я не осуждаю тебя“»[6];
- Папию Иерапольскому (ум. в середине II века), ученику Иоанна Богослова, написавшего это Евангелие[2];
- Свт. Амвросию Медиоланскому, который приводит эту историю в письме к Студию (№50, Maur. №25), где её и истолковывает. При этом стихи 7-11 он цитирует дословно, а содержание остальных пересказывает. По мнению свт. Амвросия, словами, которые Христос писал на земле, могли быть: «Земля, земля! Запиши...» (ср. Иер. 22:29, 30).

## Богословское толкование

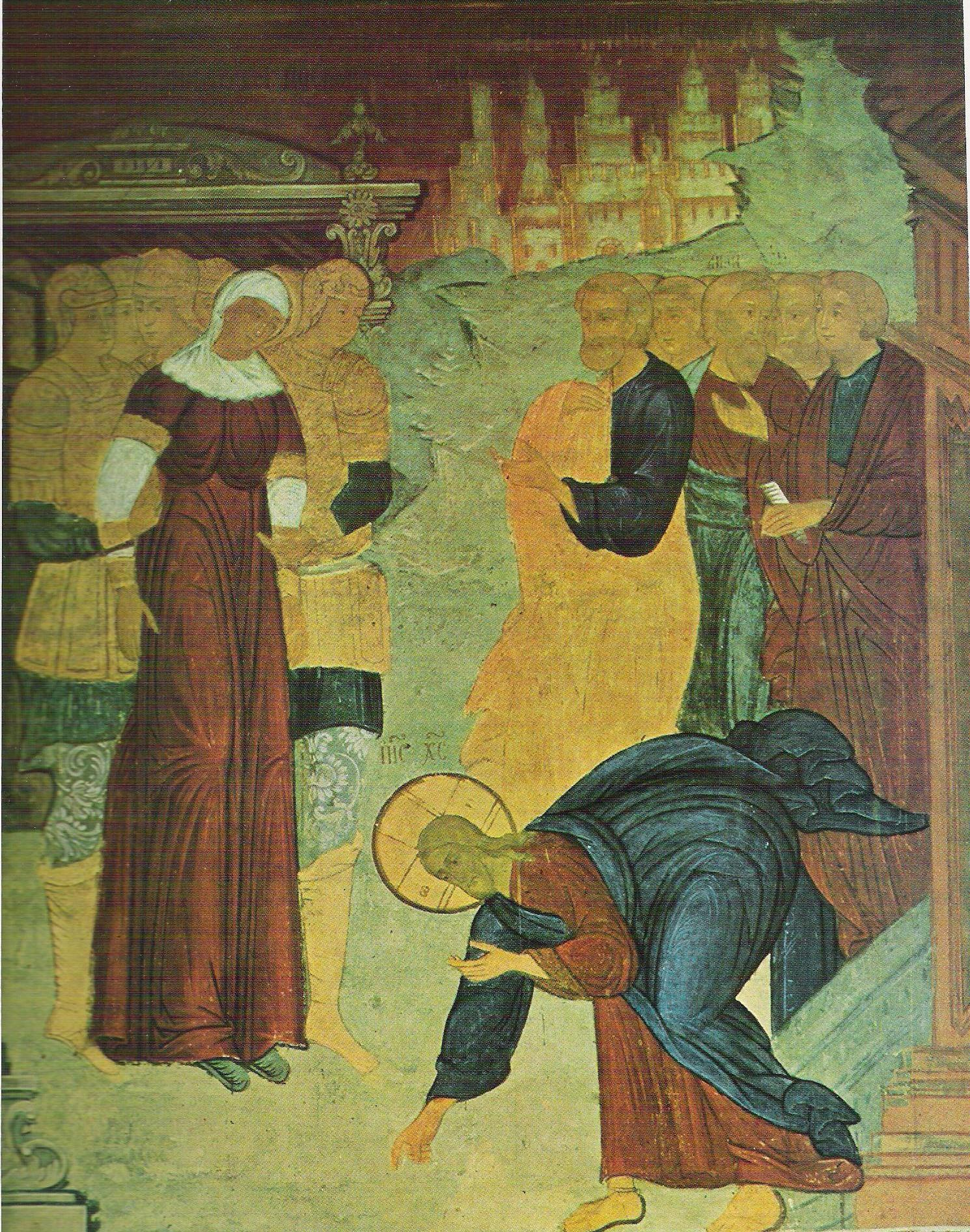
Христос и грешница (фреска Софийского собора в Вологде)

Греческий текст сообщает, что женщина была взята за прелюбодеянием ἐπ’ αὐτοφώρω то есть на месте преступления и при обстоятельствах, что никто не может возразить о её вине. Смертная казнь за прелюбодеяние была закреплена иудейским законодательством в Лев. 20:10 и Втор. 22:13-24. Евфимий Зигабен пишет, что замысел фарисеев заключался в том, что милосердный Иисус пощадит в нарушение закона женщину и даст этим повод для обвинений против него. Так же рассуждал на Западе и блаженный Августин, прибавляя, что если бы Христос согласился на побиение камнями, то он поступил бы вопреки Своей кротости, благодаря которой и расположил к Себе народ, но фарисеям ясно, что Он так не поступит.
Действие Иисуса, когда он, не отвечая спросившим, начал что-то писать пальцем на земле, является жестом, который «делают те, которые не желают отвечать спрашивающим о чем-либо неуместном и неприличном. Зная лукавство их, Иисус Христос продолжал писать на земле и показывал вид, что Он не обращает внимания на то, что они говорили». Затем он дал ответ «кто из вас без греха, первый брось на неё камень» и вновь продолжил писать на земле. Согласно Втор. 17:7 свидетель преступления должен был первый кинуть камень в преступника и, произнеся такой ответ, Иисус рассматривает приведших к нему женщину людей не как официальных судей, а лишь обвинителей. По одному из распространённых мнений, Иисус написал на земле свой ответ и затем перечислил названия грехов, в которых были повинны обвинители женщины. Некоторые считают, что в пользу такого толкования служит употребление в тексте (Ин. 8:6) вместо обычного греческого ἔγραφεν («он написал») формы κατέγραφεν, что может означать «записал (перечень чьих-то проступков, грехов)». В Септуагинте в Книге Иова глагол в этой же форме употреблён в значении «перечислять (грехи)»: «Ибо Ты пишешь (κατεγραψας) на меня горькое и вменяешь мне грехи юности моей» (Иов. 13:26). Однако форма ἔγραφεν также может употребляться в значении «записывать, составлять список», так что сам по себе этот аргумент не имеет существенного значения, тем более что у Иоанна в том же отрывке для обозначения того же действия употребляется и форма ἔγραφεν (Ин. 8:8). Блаженный Августин дивится мудрости ответа Иисуса, так как Он не показал Себя противником законного правосудия, но, апеллируя к тому же правосудию, перед которым виновны сами обвинители, спас женщину и обнаружил Своё милосердие.
Заключительные слова Иисуса к прелюбодейке — «и Я не осуждаю тебя; иди и впредь не греши», по мнению блаженного Августина и архиепископа Аверкия не должно пониматься как неосуждение греха, так как Христос пришёл «взыскать и спасти погибших». Архиеп. Аверкий предлагает следующую трактовку этих слов — «И Я не наказываю тебя за твой грех, но хочу, чтобы ты покаялась: иди, и впредь не греши». Блаженный Августин отмечает, что этими словами Христос также успокоил грешницу, которая могла бы на основании ответа фарисеям ожидать, что казнит её Сам безгрешный Христос. У Зигабена даётся толкование, что Иисус Христос знал, что она раскаялась всем сердцем и достаточным для неё наказанием служила публичность её посрамления перед многочисленными свидетелями.  Также отмечают, что хотя некоторые богословы считают, что Иисус простил грех прелюбодеяния этой женщине, но при этом в других случаях Он обычно прямо говорит: прощаются тебе грехи (Мф. 9:2; Мк. 2:5; Лк. 5:20 и др.). Б. И. Гладков считает, что правильнее понимать слова Христа как «не подвергаю ответственности за грех».